# Made in America
Made in America és una pel·lícula estatunidenca dirigida per Richard Benjamin estrenada l'any 1993. Ha estat doblada al català.

## Argument
Zora Mathews és una noia afroamericana que un dia - contra el parer de la seva mare Sarah, i amb l'ajuda del seu millor amic Tea Cake - esbrina que el seu pare va ser un donant anònim de semen. La seva mare li confessa que, després d'enviduar, va recórrer a aquest procediment per quedar-se embarassada. Però el terrible per Zora és descobrir que el donant és Hal Jackson, un home blanc que ven cotxes usats, cosa pel que ni la jove, ni la seva mare, no estaven preparades.

## Repartiment
- Whoopi Goldberg: Sarah Mathews
- Ted Danson: Halbert « Hal » Jackson
- Will Smith: Tea Cake Walters
- Nia Long: Zora Mathews
- Paul Rodriguez: Jose
- Jennifer Tilly: Stacy
- David Bowe: Teddy
- Peggy Rea: Alberta
- Rawley Valverde: Diego
- Fred Mancuso: Bruce
- Charlene Fernetz: Paula
- Shawn Levy: Dwayne
- O'Neal Compton: Rocky
- Michael Halton: Stew
- Mel Steward: Principal Rockwell
- David E. Kazanjian: M. Alden
- Clyde Kusatsu: Bob Takashima
- Jeffrey Joseph: James
- Phyllis Avery: la primera vella blanca

## Al voltant de la pel·lícula
- Will Smith i Nia Long ja s'havien creuat entre 1990 i 1996 en la sèrie de televisió americana The Fresh Prince of Bel-Air.
- Crítica: "Bastant fluixeta que arrenca bé però perd tots els seus al·licients"[3]